# Estación Miraflores (Metrocable de Medellín)
06°14′30″N 75°32′56″O / 6.24167, -75.54889
La Estación Miraflores es la Sexta estación de la Línea T del Tranvía de Medellín y la primera de la Línea M del Metrocable. Es el centro de operación del Tranvía de Medellín.

## Diagrama de la estación - Tranvía
| SUELO     |                                                       |         |
|           | Plataforma lateral, las puertas se abren a la derecha |         |
| Occidente | ← hacia Estación Buenos Aires (Estación San Antonio)  | Oriente |
| Occidente | → hacia Estación Loyola (Estación Oriente)            | Oriente |
|           | Plataforma lateral, las puertas se abren a la derecha |         |
|           |                                                       |         |

## Diagrama de la estación - Metrocable
| SUELO            |                  |                  |
| Salida / Entrada |                  | Salida / Entrada |
| Plataforma en U  | → hacia El Pinal | Oriente          |
| Plataforma en U  | → hacia El Pinal | Oriente          |
| Salida / Entrada |                  | Salida / Entrada |
|                  |                  |                  |

- Datos: Q21573416